# 平成27年台風第11号
平成27年台風第11号（へいせい27ねんたいふうだい11ごう、アジア名：Nangka、命名：マレーシア、意味：果物の名前（パラミツ））は2015年（平成27年）7月4日に発生し、日本列島に接近、上陸した台風。

## 概要

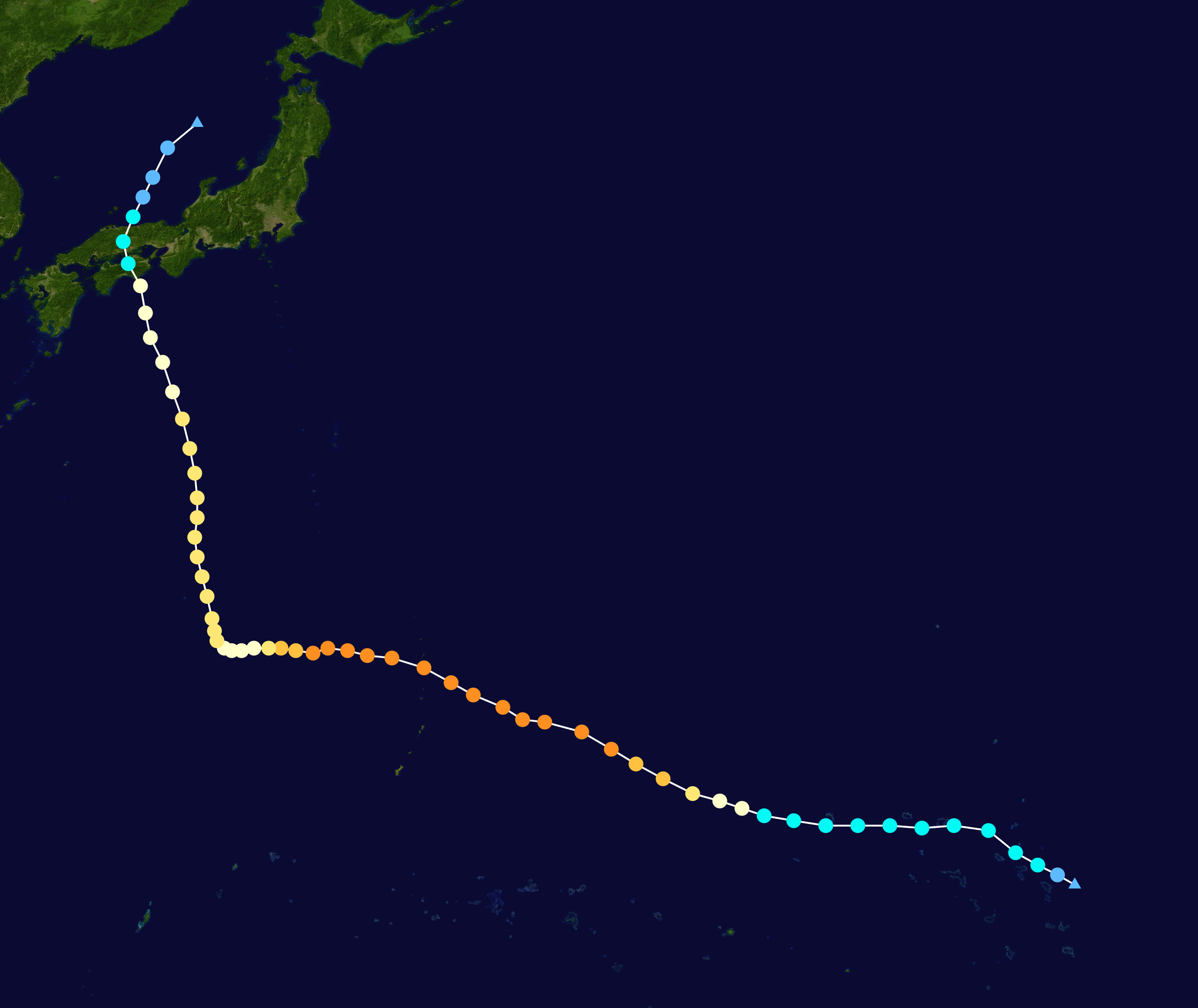
進路図

7月3日、マーシャル諸島で発生した熱帯低気圧11Wが、4日3時(協定世界時3日18時)頃、北緯9.8度、東経170.8度で台風に成長し、アジア名ナンカー(Nangka)と命名された。
台風はマーシャル諸島近海を発達しながら西進、5日21時からの48時間で中心気圧が60ヘクトパスカル低下して925ヘクトパスカルに達し、7日には非常に強い勢力となった。9日から10日にかけてマリアナ諸島を通過したのち12日から進路を北寄りに変えて、13日には南鳥島近海に到達。15日には大型で非常に強い勢力となり、更に北上を続けて大型で強い勢力を保ったまま、16日23時頃に高知県室戸市付近へ上陸。四国を縦断したのち瀬戸内海に出て、17日6時頃には岡山県倉敷市付近に再上陸、同日午後に日本海に達したのち、17日21時（協定世界時17日12時）に北緯36.8度、東経134.3度で熱帯低気圧となった。

## 進路･状態の変化
以下、この台風の経過である。
- 7月3日 - 太平洋上で熱帯低気圧11W発生。
- 7月4日3時 - 上記の熱帯低気圧が台風に成長、アジア名ナンカーと命名される。
- 7月6日3時 - 暴風域を伴うようになる。
- 7月6日21時 - 強い台風となる。
- 7月7日9時 - 非常に強い台風となる。
- 7月7日21時 - 中心気圧925ヘクトパスカル、最大風速50メートルとなり、勢力のピークを迎えた。
- 7月9日 - マリアナ諸島に接近。
- 7月11日15時 - 大型で非常に強い台風となる。
- 7月16日未明 - 西日本の一部を強風域に巻き込む。
- 7月16日夕方 - 四国、紀伊半島の一部を暴風域に巻き込む。
- 7月16日21時 - 台風11号の南に存在していた熱帯低気圧を吸収。
- 7月16日23時頃 - 高知県室戸市付近に上陸。
- 7月17日3時 - 強い台風ではなくなる。
- 7月17日6時頃 - 岡山県倉敷市付近に再上陸。
- 7月17日9時 - 大型の台風ではなくなる。暴風域がなくなる。
- 7月17日21時 - 日本海で熱帯低気圧に変わる。
- 7月18日21時 - 熱帯低気圧が消滅する。

## 気象状況

### 大雨

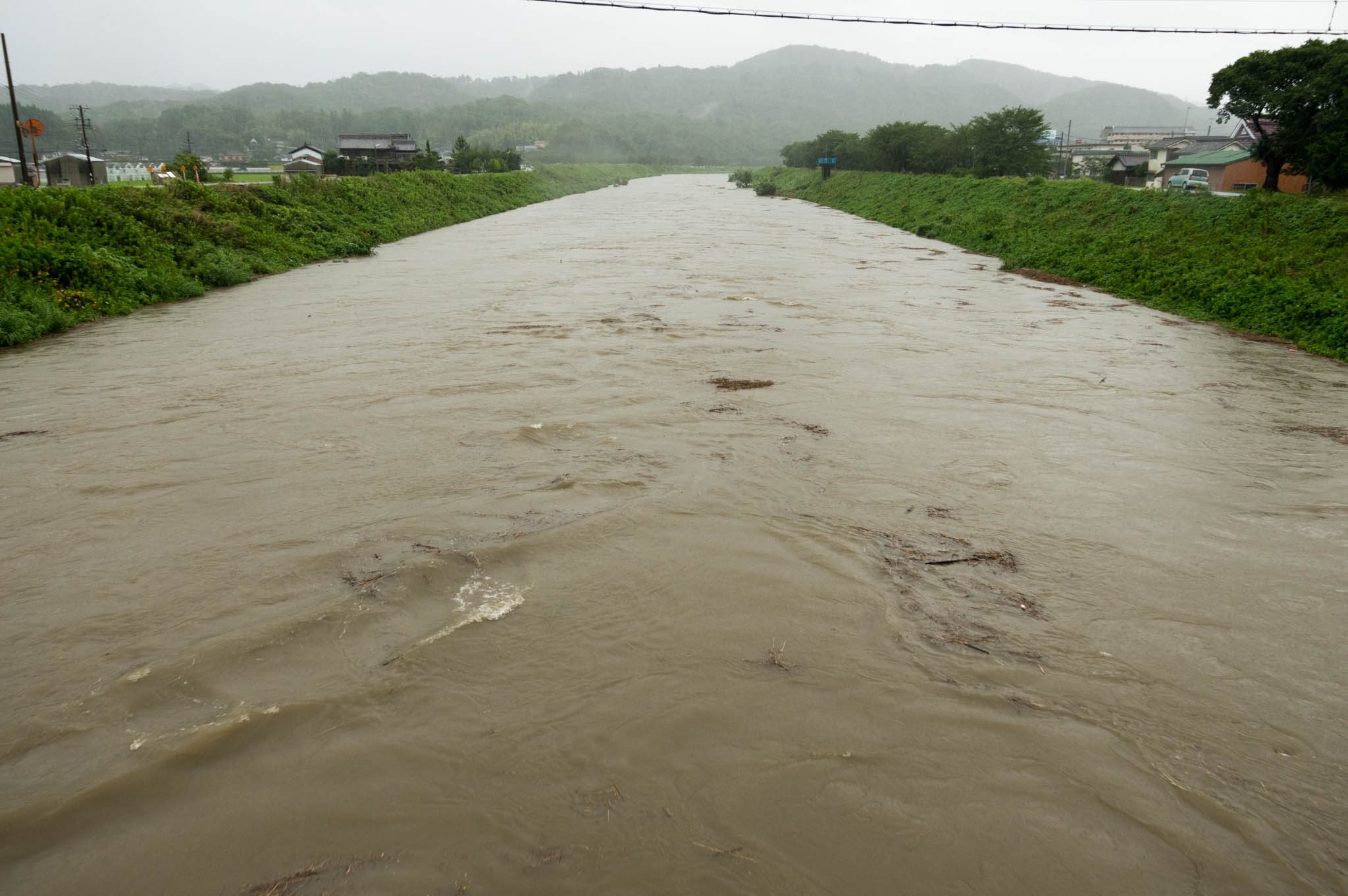
大雨により増水する武庫川

東海地方から関東甲信地方では非常に激しい雨を伴い大雨となった所があった。15日12時から18日24時までの総降水量は、三重県大台町宮川で700.0ミリ、神奈川県山北町丹沢湖で424.0ミリなど、東海地方から関東甲信地方では400ミリを超えた所があった。
1時間雨量
神奈川県足柄上郡山北町（丹沢湖）：70.0ミリ（7/16日6時22分まで）
静岡県伊豆市（天城山）：69.5ミリ（7/16日3時40分まで）
期間中の降水量15日12時～18日
三重県 多気郡大台町（宮川）：700.0ミリ 
神奈川県足柄上郡山北町（丹沢湖）：424.0ミリ

### 暴風
東海地方や伊豆諸島を中心に風が強まり、15m/s以上の強い風を観測した。最大風速は、東京都三宅島坪田で19.6m/sまた、最大瞬間風速は三重県尾鷲で26.8m/sを観測した。
最大瞬間風速
東京都三宅村三宅坪田：26.7m/s（7/16日22時09分）
東京都神津島村神津島：26.7m/s（7/16日20時49分）
最大風速
東京都三宅村三宅坪田：19.6m/s（7/16日22時03分）
東京都神津島村神津島：18.2m/s（7/16日20時13分）

## 影響

### マーシャル諸島
マーシャル諸島の首都・マジュロでは、4日に台風の強い風で住宅の屋根の破壊や倒木、停電などが発生したほか、少なくとも25隻の潟にあった舟が緩い破られた。また、沿岸部では洪水が報告されている。

### 日本

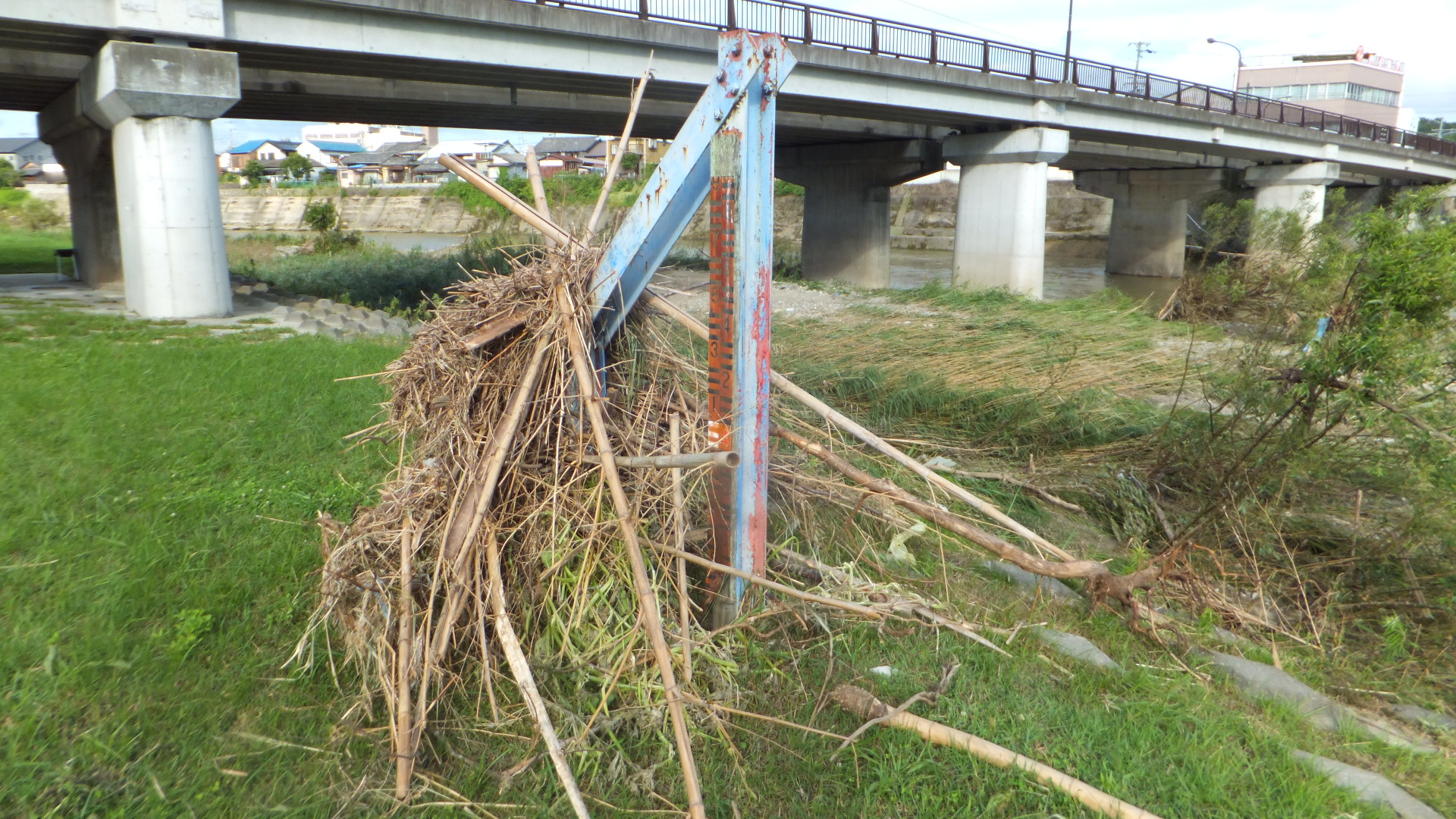
台風の被害が出た美嚢川

7月16日朝には西日本の広い範囲が強風域に入り、台風からの湿った空気が流れ込んだことで、四国から東北南部にかけての広範囲で局地的な大雨となった。四国から関東までの各地で土砂災害警戒情報が出されたほか、17日には和歌山県新宮市熊野川町や田辺市本宮町で熊野川やその支流が氾濫。高知県から茨城県の2府14県で1,087,284人に避難勧告、43,384人に避難指示が出された。台風の中心が日本海に抜けた17日夕方以降は、活発な台風の外側の雲が関西にかかり続けて京阪神では記録的な大雨となり、兵庫県神戸市で18日1時40分までの24時間で観測史上最大の272ミリを観測するなど、多くの地点で観測史上最大または7月最大の雨量を観測した。

#### 交通機関
関東を中心に各地でJR線などが運転を見合わせとなったり、遅れが出たりした。また、高速道路は中央自動車道や東名高速道路が通行止めとなった。さらに、航空は、100便以上が欠航となった。近畿地方では17日夕方から18日明け方まで断続的に大雨が降り続けた影響で、JR線を中心に運転見合わせが相次ぎ、一部の路線は18日午前9時になっても運転再開のめどが立たない状態となった。奈良県十津川村では法面崩壊により国道168号が2か月にわたって通行止めとなり、代替交通としてダム湖で渡船が運航された。

## 被害

### 日本
- 死者2名、重軽傷59名、家屋の全半壊15棟、一部破損184棟、床上・床下浸水512棟[19]。
- JR西日本紀勢線は、7月17日に和歌山県広川町の広川ビーチ－紀伊由良間で発生した土砂崩れにより和歌山－新宮間の全線で運転を見合わせた。18日に、箕島－御坊間を除く区間の運転を再開させた[27]。箕島－御坊間は、7月26日始発から再開した[28]。

## 行政の対応

### 政府
7月15日、15:30に平成27年台風第11号に係る関係省庁災害警戒会議を開催
7月15日、17:12に官邸情報連絡室設置。
7月17日、10:00に平成27年台風第11号に係る関係省庁災害警戒会議（第2回）を開催
8月28日、6月2日から7月26日にかけて一連の気象現象としての梅雨前線並びに台風第9号、第11号及び第12号の全国各地の甚大な被害について、「激甚災害に対処するための特別の財政援助等に関する法律」に基づき、激甚災害として指定し、併せて当該災害に適用すべき措置を指定する政令を、8月25日に閣議決定し、8月28日に公布・施行した。併せて、熊本県天草郡苓北町の区域が激甚災害（局激）の指定を受けた。

### 警察庁
7月15日、17:12に災害情報連絡室設置
埼玉県警察
7月16日、上尾警察署 60 人、機動隊 18 人で行方不明者の捜索を実施
7月17日、上尾警察署 37 人、機動隊 18 人で行方不明者の捜索を実施
7月18日、上尾警察署 16 人、機動隊 35 人で行方不明者の捜索を実施

### 国土交通省
7月17日、関東地方整備局より緊急災害対策派遣隊（TEC-FORCE）を応急対策(緊急排水)のため埼玉県川越市へ1人・日と排水ポンプ車2台派遣、中部地方整備局から三重県紀宝町へ、応急対策(緊急排水)のため、2 人・日と排水ポンプ車1台と照明車1台派遣
7月16-17日、四国地方整備局より緊急災害対策派遣隊（TEC-FORCE）を応急対策(緊急排水)のため香川県丸亀市へ2人・日と排水ポンプ車1台派遣